# San Domenico Golf
De San Domenico Golf in Apulië is een golfbaan in zuidoost Italië. De baan ligt aan de Adriatische Zee, bovenaan 'de hak van de laars', niet ver van Savelletri.
De 18-holes golfbaan heeft een par van 72. Op het terrein groeiden vroeger olijfbomen.

## Grand Final
Van 2005-2012 wordt op deze baan de Apulia San Domenico Grand Final van de Challenge Tour gespeeld. Dit is het laatste toernooi van het seizoen, waarna de eindstand van de Order of Merit bekend wordt gemaakt.
| Jaar | Winnaar              | Score | Score |
| ---- | -------------------- | ----- | ----- |
| 2005 | Carl Suneson         | 273   | -15   |
| 2006 | James Hepworth       | 271   | -13   |
| 2007 | Michaël Lorenzo-Vera | 269   | -15   |
| 2008 | Tano Goya            | 267   | -17   |
| 2009 | Peter Whiteford po   | 279   | -15   |
| 2010 | Scott Haines         | 276   | -18   |
| 2011 | Andrea Pavan         | 267   | -17   |
| 2012 | Espen Kofstad        | 265   | -19   |

Het baanrecord is 61 en staat sinds 2009 op naam van John E. Morgan.